# 金原勇
金原勇（きんぱら いさむ、1914年8月22日- ）は、日本の陸上競技選手・体育学者、筑波大学名誉教授。

## 人物・来歴
旧姓・加島。東京文理科大学卒。1936年全日本陸上競技選手権大会走高跳優勝。1973年「筋の力の出し方に関する基礎的研究 Eccentricな筋力の特性について」で東邦大学医学博士。東京教育大学助教授、教授、スポーツ研究所長、筑波大学体育科学学系長。78年定年退官、筑波大学名誉教授。武蔵野体育研究所主宰。体育原理、バイオメカニクス、陸上競技、トレーニング、コーチングほか。  

## 著書
- 『陸上競技者のトレーニング』ベースボール・マガジン社, 1960
- 『二十一世紀体育への提言』不昧堂出版, 2005.8

### 共編著
- 『陸上競技 トラック編』 (キネシオロジーによる新体育・スポーツ選書)猪飼道夫共著. 学芸出版社, 1961
- 『現代トレーニングの科学』 (保健体育指導選書) 猪飼道夫,石河利寛,松田岩男共編著. 大修館書店, 1968
- 『学校体育と現代トレーニング』 (保健体育指導選書) 猪飼道夫,石河利寛, 松田岩男共編著. 大修館書店, 1968
- 『種目別現代トレーニング法』 (保健体育指導選書) 猪飼道夫, 石河利寛, 松田岩男共編著. 大修館書店, 1968
- 『陸上競技のコーチング 1 (総論・トラック編)』 (現代スポーツコーチ全集) 金原勇 [等]編著. 大修館書店, 1976
- 『陸上競技のコーチング 2 (フィールド編)』 (現代スポーツコーチ全集) 金原勇 [等]編著. 大修館書店, 1976
- 『学校体育論 原理編』広橋義敬共著. 建帛社, 1991.5

### 翻訳
- ウラジミール・ジャチコフ『走高跳のトレーニング』 (スポーツ・ライブラリー) 靏岡勇夫共訳. ベースボール・マガジン社, 1966
- G.ダイソン『陸上競技の力学』渋川侃二,古藤高良共訳. 大修館書店, 1972